# La Jument vapeur
Pour plus de détails, voir Fiche technique et Distribution.
La Jument vapeur est une comédie dramatique française réalisée par Joyce Buñuel et sortie en 1978.

## Fiche technique
- Titre original français : La Jument vapeur[1]
- Réalisation : Joyce Buñuel
- Scénario : Joyce Buñuel, Suzanne Baron
- Photographie : François Protat
- Montage : Jean-Bernard Bonis
- Musique : Jean-Marie Sénia
- Décors : Michel de Broin
- Production : Véra Belmont
- Société de production : Stéphan Films
- Pays de production :  France
- Langue originale : français
- Format : Couleurs par Eastmancolor - Son mono - 35 mm
- Durée : 117 minutes
- Genre : Comédie dramatique
- Dates de sortie :
  - France : 19 avril 1978

## Distribution
- Carole Laure : Armelle Bertrand
- Pierre Santini : Marc Bertrand
- Liliane Rovère : la copine d'Armelle
- Liza Braconnier : Anne
- Daniel Sarky : l'architecte
- Bernard Haller : le réalisateur de la publicité
- Catherine Lachens : l'amie femme d'affaires
- Jean-Jacques Moreau : le serveur du restoroute
- Louis Navarre : le voisin
- Jean-Pierre Sentier : le fou furieux en voiture
- Agathe Natanson
- Anne-Marie Deschodt
- Odile Poisson